# اندژی زیلینسکی (ورزشکار)

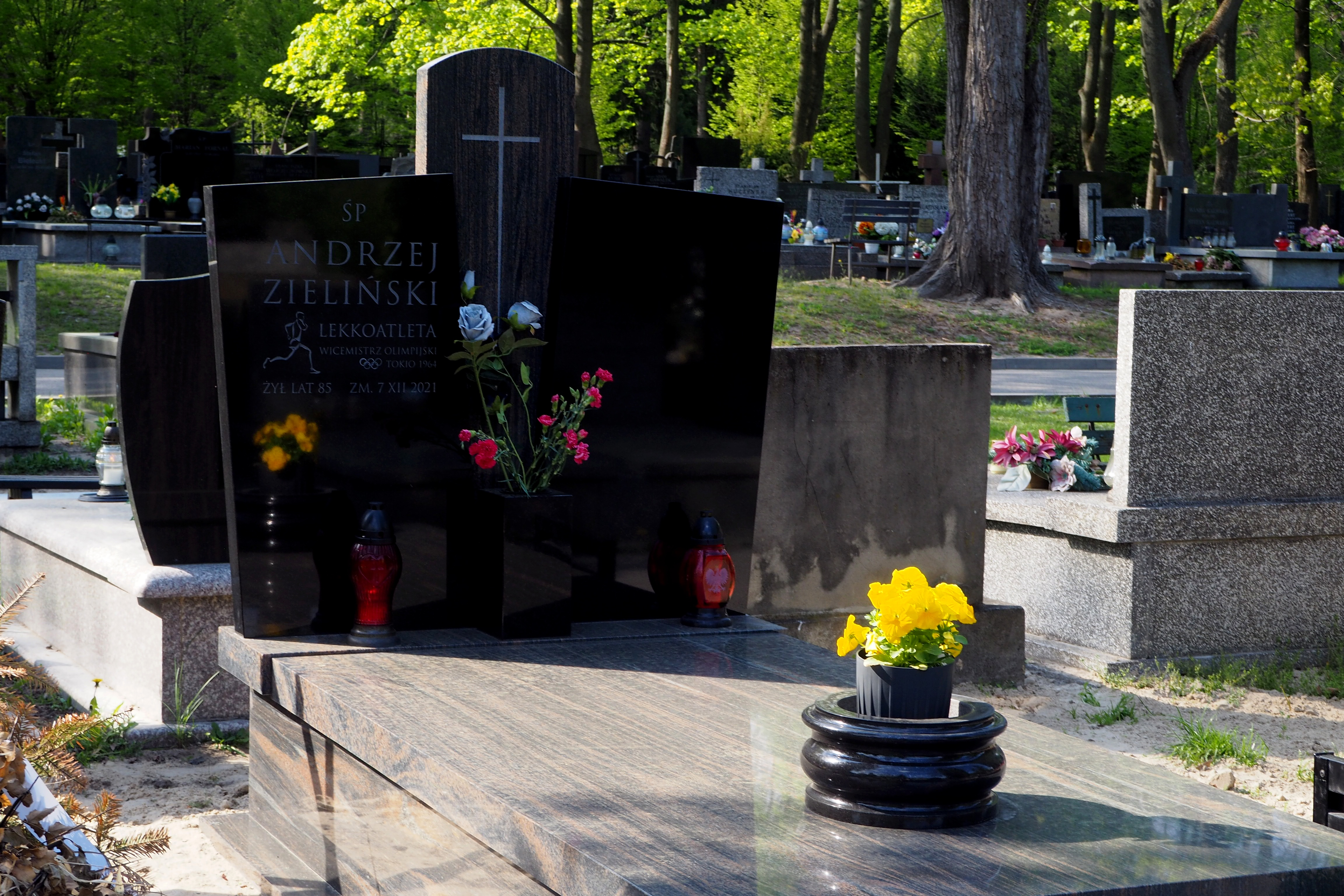
نمایی از سنگ‌مزار اندژی زیلینسکی

اندژی زیلینسکی ((به لهستانی: Andrzej Franciszek Zieliński)؛ ۲۰ اوت ۱۹۳۶ – ۸ دسامبر ۲۰۲۱) دونده، و ورزشکار دو و میدانی اهل لهستان بود.